# خليج بافن
خليج بافن (بالفرنسية: Baie de Baffin، بالإنجليزية: Baffin Bay) يقع بين جزيرة بافن وساحل جنوب غرب جرينلاند, وهو بحر هامشي لشمال المحيط الأطلسي. أنه متصل إلى المحيط الأطلسي من خلال مضيق دافيس وبحر لابرادور. مضيق أصغر يدعى ناريس يصل خليج بافن مع المحيط المتجمد الشمالي.
الخليج كان يُسكن من 500 قبل الميلاد تقريباً من شعوب الدورست, وبعد ذلك من الثول والإنويت. وصله الأوروبيين في 1585 ميلادي ووصفه بشكل دقيق ويليام بافن في 1616, على من سُمى الخليج والجزيرة. لا يمكن التحرك في الخليج معضم الأوقات من السنة بسبب الغطاء الجليدي وكثافة الجبال الجليدية العالية في الماطق المفتوحة. ولكن بولونيا تعادل مساحتها 80,000 كيلومتر مربع (31,000 ميل مربع), معروفة كالمياه الشمالية، تُفتح في فصل الصيف في الشمال بجانب مضيق سميث. معضم الحياة البحرية في الخليج مُركزة بجانب تلك المنطقة.

## تاريخ

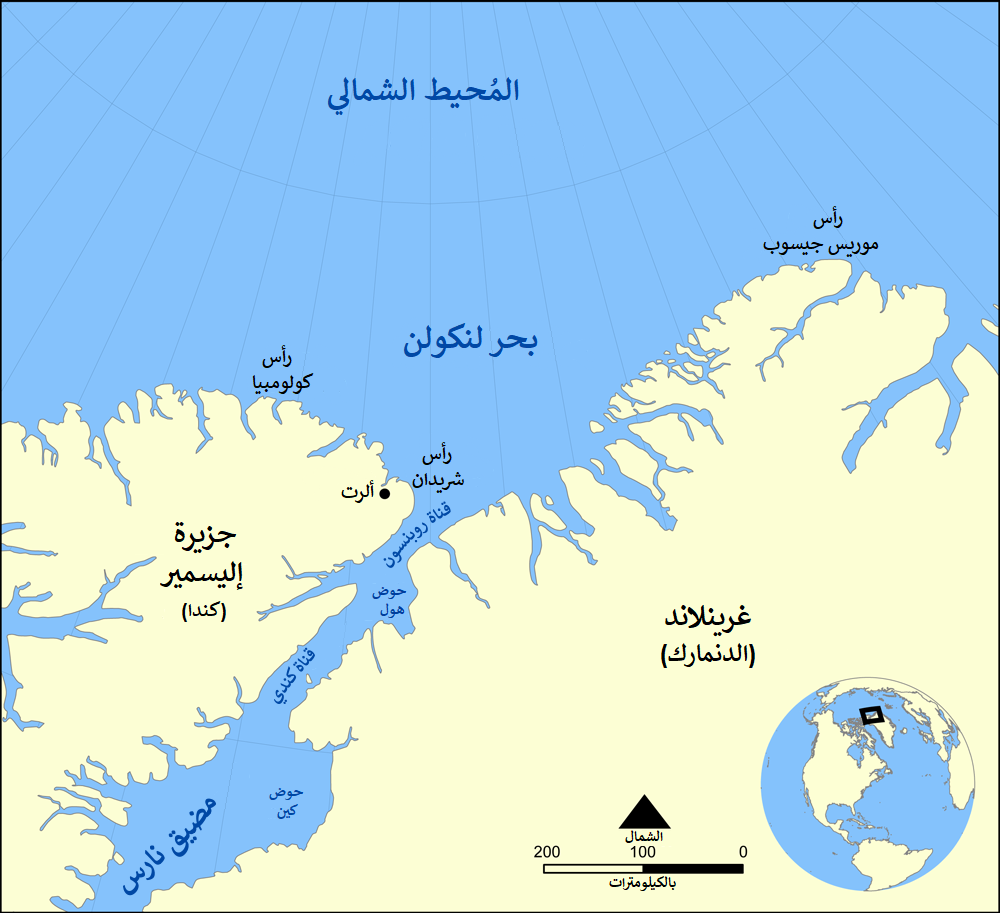

في سنة 1585، مستكشف بريطاني جون دافيس كان أول أوروبي مسجل يدخل الخليج. لاحقاً، بين 1612 و1616، ويليام بافن كوّن خمس بعثات إلى القطب الشمالي، مع روبيرت بيلوت، لقد استكشف ووصل إلى خليج بافن في 1616 ميلادي. لقد أثبت أيضا أن لا يوجد طريق شمالي في منطقة خليج هدسون. تقريرات بافن وبيلوت كانت مشكوك بها في إنجلترا وفي 1818 تم «إعادة إكتشتاف» الخليج من قبل جون روس. درسات متقدمة علمياً آخرى تبعته في 1928، في الثلاثينيات من القرن العشرين، وبعد الحرب العالمية الثانية من قبل بعثات دنماركية، أمريكية, وكندية.
الساحل الشمالي من المنطقة كان يعيش فيه الدورسيت (500 قبل الميلاد – 1200) وشعوب ثول والإنويت. حالياً هناك عددٌ قليل من مستوطنات الإنويت على الساحل الكندي من الخليج، ما يضمن خليج أركتيك (690 نسمة)، بركة إنليت (1,315) ونهر سلايد (820). هذه المستوطنات توصل من خلال الطيرات كي تتزود بمؤن. في 1975, تم بناء بلدة قرب نانيسيفيك لدعم إنتاج الرصاص والزنك في منجم نانيسسفيك – أول منجم كندي في القطب الشمالي. تم إغلاق المنجم بشكل دائم في 2002 بسبب انخفاض معدلات المعدن وارتفاع الأسعار. ولكن البلدة لا تزال تحتوي على ميناء عملي ومطار، من إحصاء سكان كندا لعام 2006 كان عدد سكان البلدة صفر.
خليج بافن كان مركز زلزال بقوة 7.3 في عام 1933. أقوى زلزال معروف في القطب الشمالي. لم يسبب أي ضرر بسبب موقعه البعيد عن الساحل والعدد القليل من المجتمعات قرب الساحل. شمال غرب الخليج يضل أكثر موقع ذو نشاط زلزالي في كندا الشرقية، وذو 5 زلازل ذو قوة أكبر من 6 درجات حصلوا بعد 1933. آخر أقوى زلزال حدث بـ15 أبريل 2010 مع قوة 5.1.

## جغرافية وجيولوجية

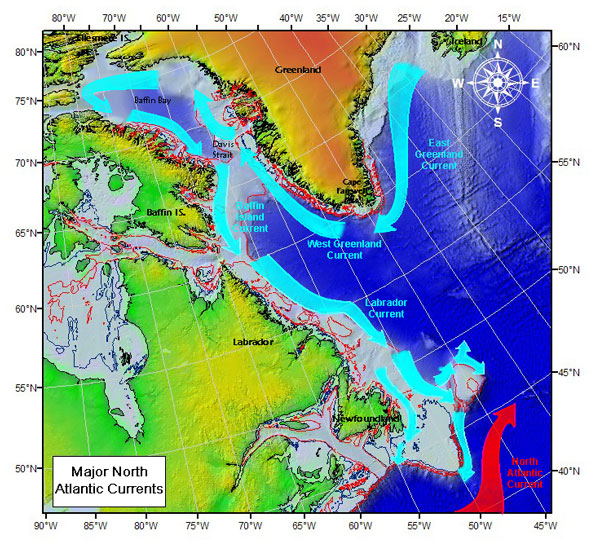
التيرات شمال المحيط الأطلسي

خليج بافن فرع من المحيط الأطلسي محدود عند جزيرة بافن في الغرب وجرينلاند في الشرق وجزيرة إليسمير من الشمال. أنه تصل إلى المحيط الأطلسي من خلال مضيق دافيس والمحيط التجمد الشمالي من خلال عدد من القنوات الضيقة لمضيق ناريس. أنه تفرُع شمال غربي للمحيط الأطلسي وبحر لابرادور. يكمن أيضا اعتبار الخليج كمضيق طويل يفصل جزيرة بافن وجرينلاند.
الخليج عمقه أقل من 1,000 متر (3,000 قدم) بجانب الساحل، أين القاع مُغطة بالحصى، حجار مسحوقة والرمال. في المركز هناك حفرة كبيرة تدعى جوف بافن يصل عمقها إلى 2,136 متر (7,008 قدم), الذي مليئ بالطمي. التيارات تُشكل أعاصير متداولة. على الحدود الخارجية الشرقية، في فصل الصيف، تيار جرينلاند الغربي ينقل المياه من المحيط الأطلسي إلى الشمال. في الجزء الغربي، تيار جزيرة بافن يجلب المياه من المحيط المتجمد الشمالي إلى الجنوب.

## المناخ والهيدرولوجية وكيمياء الماء

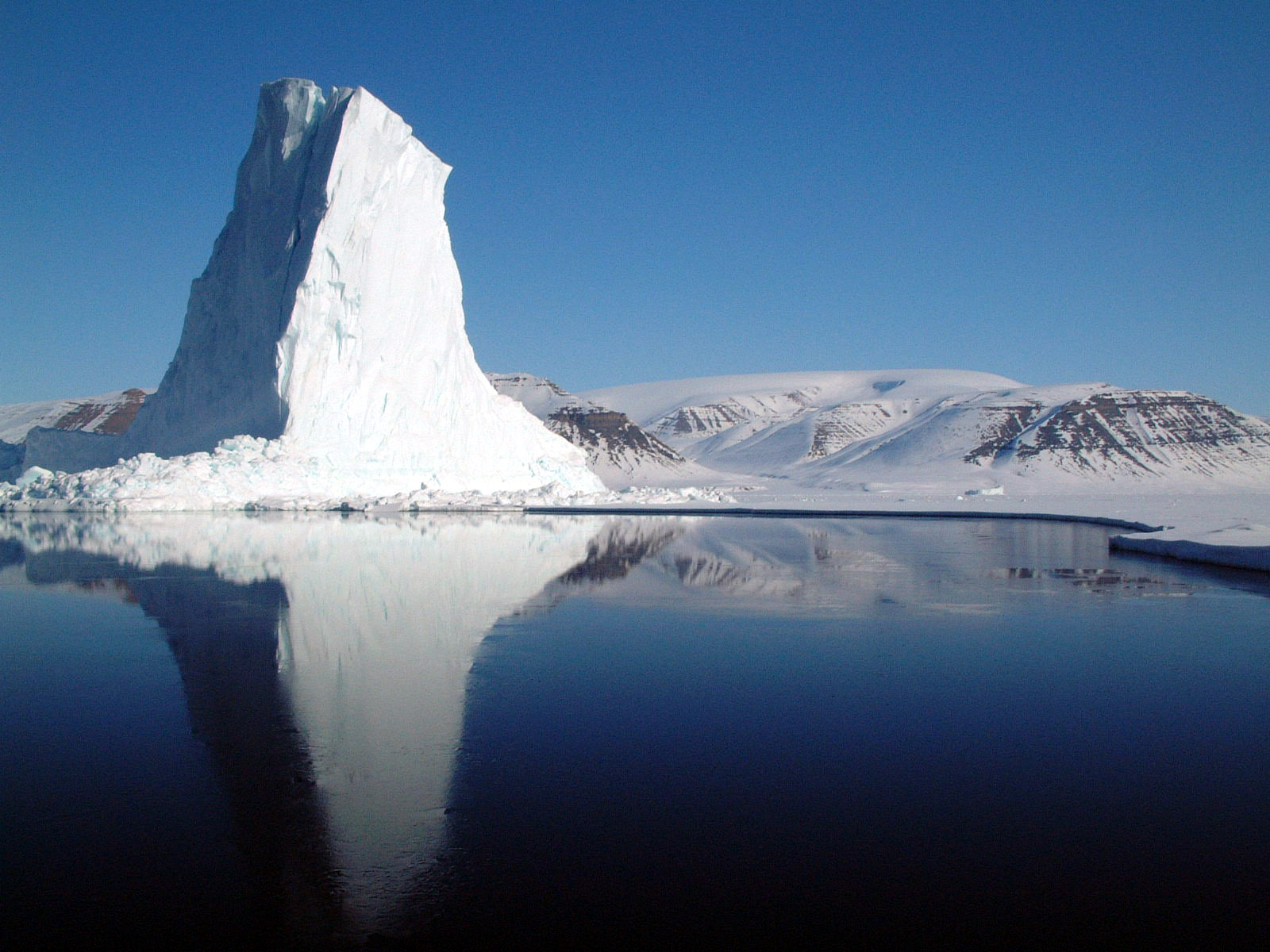
جبل ثلجي في خليج بافن

مناخ المنطقة قطبي مع العديد من العواصف، خصوصاً بفصل الشتاء. متوسط الحرارة في يناير تُعلدل -20 درجة مئوية (-4 فهرنهايت) في الجنوب و-28 (-18) في الشمال. في يوليو متوسط الحرارة 7 درجات مئوية (45 فهرنهايت). معدل تساقت الأمطار يُعادل 100-250 مم (3.9-9.8 بوصة) على الجانب الجرينلاندي وتقريباً ضعف تلك الكمية قرب جزيرة بافن.
حرارة المياه عند السطح 1- درجة مئوية (30.2 فهرنهايت) في الشتاء. في فصل الصيف يتراوح من 4-5 درجات مئوية (39-41) في الجنوب الشرقي إلى صفر (32) عند الشمال الغربي. مستوى الملح في الماء يفوق 34 فرع لكل ألف. في الصيف يُعادل 32 في الشرق و30-31 في الغرب. المياه العميقة تتكون بسبب اختلاط مياه المحيط الأطلسي مع المحيط المتجمد الشمالي: حرارتهم حوالي –0.5 (31 فهرنهايت) ودرجة الملح 34.5. في فصل الشتاء, 80% من الخليج مُغطى بالجليد، جليد طافي، وجليد سريع. في بعض فصول الشتاء الغطأ الجليدي يُغطي كل الخليج من غرب إلى الشرق. الجليد وفير أكثر في مارس وأقل شيء بين أغسطس وسبتمبر. في الصيف الجليد الطافي يضل في الآجزء المركزية والغربية للخليج. العديد من الجبال الجليدية تتكون في هذه الفترة ويُنقلون مع الجليد إلى المحيط الأطلسي قرب نيوفنلند.
المد والجزر شبه نهاري، مع متوسط ارتفاع 4 أمتار (13 قدم) وأقصى ارتفاع 9 أمتار (30 قدم). سرعتهم بين 1 و3.7 كيلومتر في الساعة.